# 岭南通
嶺南通是广东省内的区域互联互通公交一卡通系统。「嶺南通卡」是由中共广东省委督办、广东省交通运输厅部署，廣東嶺南通股份有限公司聯合各地市運營主體發行，能于中國廣東省21个城市互相通用的交通儲值卡。岭南通卡实行双品牌策略发行，其中“岭南通”为主品牌，地方通为子品牌。岭南通应用领域包括公交、地铁、公共自行车、路边咪表、停车场及高速公路等公共交通领域，并拓展到连锁便利店、超市、自动售货机、菜市场和快餐店等小额支付及圖書館、出入境繳費等公共管理服务领域。

## 票卡種類

### 發行方式
嶺南通目前有以下方式發行的票卡：
- 押金卡：指以押金方式发行，含押金，可办理退卡退押金业务。
- 銷售卡：指以買斷式發行，不含押金，可辦理退卡業務。
- 企业卡：指面向机关、企事业单位、学校团体等内部发行，该卡可根据团体客户需要印制版面图案，不得零售，不含押金。
- 纪念卡：指代理商定制发行，为纪念有意义的事物、时间或活动而限量发行的，具有不断增值和永久收藏价值，按票面价格对外销售发行，不含押金。
- 联名卡：指合作商户（如银行、移动运营商等）根据特殊群体和卡功能需要自行定制的票卡，不含押金。
- 特种卡：指由政府部门指导发行的具备特殊优惠功能的岭南通卡。
- 异型卡：指根据发行方的个性化需求，在保证卡片及卡内芯片稳定使用情况下，制作的其他形状票卡。
- 空发卡：空中發卡加載至手提電話、智能手錶及SIM卡中，享受与实体卡同等本地优惠，操作简易，使用便利。[4]

### 錢包應用

#### 省標錢包
省標錢包應用基於广东省公交一卡通標準，載有省標錢包的卡又稱為广东省公交一卡通卡、「省標卡」。省標錢包可於廣東省內21個地市互通使用，亦可以在各地嶺南通充值網點充值及合作商户小額消費。
广东省公交一卡通系統基於羊城通系統發展而來，爲兼容舊有讀寫器，早期發卡多为M1卡及啓用模擬M1應用的CPU卡。由於深圳、東莞的公交不接受嶺南通模擬M1應用。啓用模擬M1應用的CPU卡可通過客服中心、7-Eleven等渠道進行充值操作，鎖定模擬M1應用並轉移餘額至PBOC錢包應用後在深圳、東莞的公交上使用。

#### 交通聯合錢包
省標錢包應用基於交通運輸部交通一卡通互聯互通標準，載有交通聯合錢包的卡又稱為全國交通一卡通卡、「部標卡」或「國標卡」。截至2022年10月，交通聯合錢包可於全国336个地级及以上城市（含5个示范区）和香港、澳门特别行政区使用。
由於交通聯合未實現異地充值，理论上交通聯合錢包需於發卡地充值或使用發卡方指定手機應用程式充值。嶺南通交通聯合首發卡之實體卡及早期帶交通聯合錢包的空發卡以省標、交通聯合雙錢包發行，深圳通帶交通聯合錢包的實體卡一般以深圳通、交通聯合雙錢包發行，這種「部省雙標」、「部標」加深圳本地錢包的雙錢包卡仍可通過既有的線下充值網點或手機應用NFC充值功能充值省標或深圳通錢包，餘額將與交通聯合錢包同步。惟現時載於手機內置安全元件（eSE）的交通聯合錢包空發卡均改爲發行單一交通聯合錢包卡，湛江以及從未發行過省標錢包卡的珠海、東莞亦僅發行單一交通聯合錢包卡。
交通聯合錢包在廣東亦未實現小額消費。

#### 其他錢包
- 八達通錢包：與省標錢包一併載於粵方發行的嶺南通·八達通及港方發行的八達通·嶺南通，但兩個錢包餘額並不互通。省標錢包貨幣單位使用人民幣，八達通錢包貨幣單位使用港幣。省標錢包無線通信協議爲ISO/IEC 14443 Type A，八達通爲FeliCa。故早期發行卡片爲「一卡雙芯雙錢包」形式，在一張卡片上分別有用於省標錢包的芯片與天線，以及用於八達通錢包的芯片與天線[8][9]。2015年起發售版本改爲「一卡一芯雙錢包」，一張卡片僅有單一芯片，同時支援兩種通信協議，但兩個錢包仍然爲獨立運作[10]。
- 澳門通錢包：與省標錢包一併載於粵方發行的嶺南通·澳門通，兩個錢包餘額並不互通。澳門通錢包貨幣單位使用澳門幣。嶺南通與澳門通所用通信協議均爲Type A，能直接以「一卡一芯雙錢包」形式發行。
- 澳門通銀聯雙幣閃付錢包（澳門幣、人民幣）：與省標錢包一併載於澳方發行的澳門通·嶺南通，三個錢包餘額並不互通。澳門通銀聯雙幣閃付錢包貨幣單位使用澳門幣及人民幣，能在澳門及任何支援銀聯閃付電子現金之交通工具及商戶使用。惟此錢包已停用[11]。嶺南通與銀聯閃付均爲PBOC標準，能直接以「一卡一芯雙錢包」形式發行。
- 易通卡（EZ-Link）錢包：與省標錢包一併載於粵方及新方以不同版面圖案分別發行的嶺南通·一通粵新（Sino Visitor Pass），但兩個錢包餘額並不互通。省標錢包貨幣單位使用人民幣，易通卡錢包貨幣單位使用新加坡元。省標錢包無線通信協議爲ISO/IEC 14443 Type A，易通卡爲Type B。以「一卡一芯雙錢包」形式發行，一張卡片僅有單一芯片，同時支援兩種通信協議，但兩個錢包仍然爲獨立運作。

## 發行地區

### 中国大陆廣東省
嶺南通以雙品牌策略发行（即「嶺南通·地方通」），其中嶺南通為主品牌，而地方交通卡（如廣佛通、羊城通、肇慶通、五邑通及紅海通等）為子品牌，嶺南通正式发行后，各地原有品牌的地方公交智能卡将逐步停止发行，升级或更换为嶺南通。
岭南通的出现是要配合2013年前提前一年实现全省公交一卡通，这是交通系统落实《珠江三角洲地区改革发展规划纲要（2008－2020年）》的又一重要举措。岭南通的宗旨是「一卡在手 全省通行」。
2010年11月8日，「广东岭南通支付网络服务股份有限公司」（英語：GD Pass Payment Network Company Limited）成立，并在广州市、佛山市、肇庆市、江门市和汕尾市五地發行相關的嶺南通卡，分别为：嶺南通·羊城通（廣州市）、嶺南通·廣佛通（佛山市）、嶺南通·肇慶通（肇慶市）、嶺南通·五邑通（江門市）及嶺南通·紅海通（汕尾市）。
2011年1月6日，惠州市亦正式加入嶺南通，推出嶺南通·惠州通；2011年10月8日，茂名市也發行了嶺南通·茂名通。
2012年，河源市和韶關市亦正式加入嶺南通，推出嶺南通·綠都通（河源市）和嶺南通·韶州通（韶关市）。
2015年2月1日起，岭南通在原来覆盖广东19城的基础上，正式拿下深圳市和东莞市，基本实现广东全省公共交通一卡通。
2020年5月20日，岭南通·羊城通的交通联合卡于Apple Pay上线，岭南通·羊城通可在Apple 钱包应用上于全国发行。惟该卡未内置岭南通模块，因此无法享受异地的岭南通乘车优惠。

### 香港
在2011年8月23日，嶺南通與香港的八達通簽訂《嶺南通·八達通聯名卡發行合作框架協議》，兩家公司將會共同研究及發行一張二合一卡，涵蓋兩家公司於香港及廣東兩地的電子支付網絡，於2012年推出。二合一卡將適用於八達通及嶺南通的公共交通及零售支付網絡，覆蓋香港和大部分廣東省地區。
在2012年4月26日，广东岭南通股份有限公司与香港的八達通卡有限公司在广州举行了《岭南通-八达通联名卡合作协议》签约仪式。预计“岭南通·八达通”联名卡最快将在2012年6月底发行。6月28日，廣東嶺南通股份有限公司舉行了發佈會，同時發佈了“嶺南通·八達通”及“八達通·嶺南通”兩種聯名卡，均可以在廣東省18個城市及香港特別行政區使用，前者工本費為80元人民幣，在廣東省發售，後者為98元港幣，在香港發售，兩者均擁有兩種電子貨幣錢包，分別為人民幣及港幣，在廣東省使用時需要在嶺南通指定充值點充值人民幣，在香港使用時需要在八達通指定充值點充值港幣，聯名卡普通版將會在7月18日正式對外發售，而限量版將會提前在7月2日發售，每套售價為港幣298元或人民幣238元。「嶺南通·八達通」聯名卡及「八達通·嶺南通」聯名卡可申請八達通日日賞計劃、八達通自動增值服務及用作購買港鐵的各款「全月通加強版」等月票產品，唯只適用於卡內八達通港幣錢包。
值得留意的是，「嶺南通·八達通」聯名卡是首款由廣東嶺南通股份有限公司直接發行的嶺南通卡產品，而目前大部分嶺南通卡產品均由地方交通卡所屬公司發行（如:「嶺南通·羊城通」由廣州羊城通有限公司發行，而「嶺南通·廣佛通」由佛山市廣佛通電子收費營運有限公司發行等）。因此「嶺南通·八達通」聯名卡是廣東嶺南通股份有限公司最具代表性的嶺南通卡產品。
2023年4月13日，嶺南通推出搭載省標錢包、交通聯合錢包及八達通錢包的新款「嶺南通·八達通」聯名卡。卡片以「一卡三錢包」形式發行，其中省標錢包及交通聯合錢包餘額同步。新款卡片搭載交通聯合錢包，令卡片可用地區擴展到除深圳地铁外的全國超過300個地區。

### 澳門
2013年2月28日，广东岭南通股份有限公司与澳門通股份有限公司正式宣布聯合發行「嶺南通‧澳門通」聯名卡及「澳門通‧嶺南通」聯名卡，其中「嶺南通‧澳門通」聯名卡採用了「一卡一芯雙錢包」模式，並於4月22日正式對外發售，售價為人民幣68元。而「澳門通‧嶺南通」聯名卡則具備中國銀聯的閃付金融IC卡功能，當中澳門通錢包更帶有澳門幣和人民幣雙制式，澳門通澳門幣錢包可於澳門通付款系統及於澳門、香港及世界各地接受中國銀聯的閃付系統使用，澳門通人民幣錢包可於中國內地接受中國銀聯的閃付系統使用，而省標錢包則可於廣東省內使用，於6月3日推出。
2024年12月20日，“岭南通•澳门通全国交通一卡通联名卡”在广州首发。此卡由广东岭南通股份有限公司、澳门通股份有限公司、广州羊城通有限公司联合发行，采用“单芯片双电子钱包”模式，即卡内设有两个独立的电子钱包：一个是全国交通一卡通互联互通人民币钱包，在广州使用时优惠政策与普通羊城通卡相同，并可在全国交通一卡通互联互通城市使用；另一个为澳门通澳门币钱包，在澳门使用时与普通澳门通卡无异。

### 新加坡
2013年8月21日，广东岭南通股份有限公司与新加坡EZ-link宣布将合作开发“一通粤新”联名卡，于2016年11月15日起对外发行。可在广东省使用岭南通卡范围和新加坡使用，是全中国乃至全球首张跨国合作开发的交通智能卡。

## 各發卡營運機構及可用範圍
截至2024年6月，嶺南通可在廣東省21個地市，包括广州、佛山、肇庆、江门、汕頭、汕尾、惠州、茂名、韶关、云浮、珠海、河源、揭阳、阳江、湛江、清远、中山、深圳、东莞使用。與八達通、澳門通及易通卡EZ-link發行的搭載當地幣種電子錢包的聯名卡，更可以分別在香港、澳門及新加坡使用。
2018年6月28日，嶺南通發行搭載交通聯合錢包的七週年紀念卡。亦意味著广东省全国交通一卡通省级平台正式投入运营，各地市自主发卡工作将正式启动。搭載交通部全国交通一卡通（簡稱「交通聯合」）錢包的岭南通卡，卡面印有「交通聯合」標誌。不仅與普通嶺南通卡一樣於下表广东省内各地區適用範圍內使用，還可以在未開通嶺南通但開通交通聯合應用的深圳地鐵、深圳有軌電車及東莞地鐵使用，更能在省外已开通全国交通一卡通的城市使用。省外適用範圍參見交通联合使用范围。
| 地區   | 發卡營運主體                           | 發卡品牌      | 互通日期                          | 公共交通適用範圍                                                                          | 公共交通適用範圍                                                                          | 公共交通適用範圍                                                                          | 其他適用範圍（部分） |
| 地區   | 發卡營運主體                           | 發卡品牌      | 互通日期                          | 公共汽（电）车                                                                            | 城市軌道交通                                                                              | 其他                                                                                      | 其他適用範圍（部分） |
| ------ | -------------------------------------- | ------------- | --------------------------------- | ----------------------------------------------------------------------------------------- | ----------------------------------------------------------------------------------------- | ----------------------------------------------------------------------------------------- | --- |
| 不適用 | 廣東嶺南通股份有限公司                 | 岭南通        | 首次發卡時已支援                  | 省標錢包於廣東省內適用範圍見以下各地區適用範圍， 當地錢包於當地適用範圍參見發卡品牌條目。 | 省標錢包於廣東省內適用範圍見以下各地區適用範圍， 當地錢包於當地適用範圍參見發卡品牌條目。 | 省標錢包於廣東省內適用範圍見以下各地區適用範圍， 當地錢包於當地適用範圍參見發卡品牌條目。 | 省標錢包於廣東省內適用範圍見以下各地區適用範圍， 當地錢包於當地適用範圍參見發卡品牌條目。                                |
| 廣州   | 广州羊城通有限公司                     | 羊城通        | 2010年11月8日                     | （含BRT）                                                                                 | （含有轨电车）                                                                            | - 水上巴士（輪渡） - 廣東城際 - 便民车                                                    | - 、、苏宁小店、喜市多、美宜佳、胜佳超市等 - 菜市場 - 出入境服務自助機、廣州圖書館等 - 高速公路收費站 - 咪表停车、停車場 |
| 深圳   | 深圳市深圳通有限公司                   | 深圳通        | 2015年2月1日                      | （M1錢包除外）                                                                            | （含有轨电车，仅限交通联合錢包，11號綫商務車廂核准機僅限本地卡）                          | - 坪山云巴                                                                                | |
| 珠海   | 珠海市珠海通科技有限公司               | 珠海通        | 2011年12月27日                    | 可用                                                                                      |                                                                                           |                                                                                           | |
| 汕头   | 汕头市公共交通总公司                   | 岭南通·汕头   | 2013年6月28日                     | 可用                                                                                      |                                                                                           | - 輪渡                                                                                    | |
| 佛山   | 佛山市广佛通电子收费营运有限公司       | 广佛通        | 2010年11月8日                     | 可用                                                                                      | （含有轨电车）                                                                            | - 廣東城際                                                                                | - 广泰超市、信和超市等                                                                                                   |
| 韶关   | 韶关市金迪金融网络有限公司             | 韶州通        | 2011年12月31日                    | 可用                                                                                      |                                                                                           |                                                                                           | |
| 河源   | 河源市河源通智能卡有限公司             | 河源通        | 2011年12月31日                    | 可用                                                                                      |                                                                                           |                                                                                           | |
| 河源   | 河源市粤运汽车运输有限公司粤支付分公司 | 河源粤支付    | 首次發卡時已支援                  | 可用                                                                                      |                                                                                           |                                                                                           | |
| 梅州   | 梅州城市公共汽车有限公司               | 嘉应通        | 2013年12月25日                    | 可用                                                                                      |                                                                                           |                                                                                           | |
| 惠州   | 惠州市惠州通智能卡有限公司             | 惠州通        | 2011年1月6日                      | 可用                                                                                      |                                                                                           | - 廣東城際                                                                                | |
| 汕尾   | 汕尾市红海通信息科技有限公司           | 红海通        | 2010年11月8日                     | 可用                                                                                      |                                                                                           |                                                                                           | |
| 东莞   | 东莞市东莞通股份有限公司               | 東莞通        | 2015年2月1日                      | （M1錢包除外）                                                                            | （仅限交通联合錢包）                                                                      | - 廣東城際                                                                                | |
| 中山   | 中山市中山通智能卡有限公司             | 中山通        | 2012年6月30日                     | （含BRT）                                                                                 |                                                                                           |                                                                                           | |
| 江门   | 江门市五邑通智能卡有限公司             | 五邑通        | 2010年11月8日                     | 可用                                                                                      |                                                                                           |                                                                                           | - 乐吧超市等 - 咪表停车                                                                                                  |
| 阳江   | 阳江市粤运朗日公共汽车有限公司         | 漠江通        | 2013年12月12日                    | 可用                                                                                      |                                                                                           |                                                                                           | |
| 湛江   | 湛江市公共交通集团有限公司             | 湛江通        | 2013年4月15日                     | 可用                                                                                      |                                                                                           |                                                                                           | |
| 茂名   | 茂名市公共交通总公司                   | 茂名通        | 2011年11月25日                    | 可用                                                                                      |                                                                                           |                                                                                           | |
| 茂名   | 广东信浓信息技术有限公司               | 茂城通        | 首次發卡時已支援                  | 可用                                                                                      |                                                                                           |                                                                                           | |
| 肇庆   | 肇庆市肇庆通智能卡有限公司             | 肇庆通        | 2010年11月8日                     | 可用                                                                                      |                                                                                           | - 廣東城際                                                                                | |
| 清远   | 清远市民卡有限公司                     | 广达通        | 2013年5月1日                      | 可用                                                                                      |                                                                                           | - 廣東城際                                                                                | |
| 清远   | 清远市民卡有限公司                     | 清远市民卡    | 首次發卡時已支援                  | 可用                                                                                      |                                                                                           | - 廣東城際                                                                                | |
| 潮州   | 潮州城际通商务服务有限公司             | 韩江通        | 2013年1月1日                      | 可用                                                                                      |                                                                                           |                                                                                           | |
| 潮州   | 潮州市粤运公共交通有限公司             | 潮州通        | 首次發卡時已支援                  | 可用                                                                                      |                                                                                           |                                                                                           | |
| 揭阳   | 广东华讯网络投资有限公司               | 榕江通        | 2011年12月30日                    | 可用                                                                                      |                                                                                           |                                                                                           | - 百年东街商圈、麵包店、便民餐饮店、網吧等 - 停車場                                                                      |
| 雲浮   | 云浮市新达一卡通信息系统有限公司       | 云浮通        | 2011年12月31日                    | 可用                                                                                      |                                                                                           |                                                                                           | |
| 雲浮   | 云浮市岭云一卡通科技有限公司           | 嶺雲通        | 首次發卡時已支援                  | 可用                                                                                      |                                                                                           |                                                                                           | |
| 香港   | 八達通卡有限公司                       | 八達通        | 聯名卡搭載雙獨立錢包， 未實際互通 | 省標錢包於廣東省內適用範圍見以上各地區適用範圍， 當地錢包於當地適用範圍參見發卡品牌條目。 | 省標錢包於廣東省內適用範圍見以上各地區適用範圍， 當地錢包於當地適用範圍參見發卡品牌條目。 | 省標錢包於廣東省內適用範圍見以上各地區適用範圍， 當地錢包於當地適用範圍參見發卡品牌條目。 | 省標錢包於廣東省內適用範圍見以上各地區適用範圍， 當地錢包於當地適用範圍參見發卡品牌條目。                                |
| 澳门   | 澳門通股份有限公司                     | 澳門通        | 聯名卡搭載雙獨立錢包， 未實際互通 | 省標錢包於廣東省內適用範圍見以上各地區適用範圍， 當地錢包於當地適用範圍參見發卡品牌條目。 | 省標錢包於廣東省內適用範圍見以上各地區適用範圍， 當地錢包於當地適用範圍參見發卡品牌條目。 | 省標錢包於廣東省內適用範圍見以上各地區適用範圍， 當地錢包於當地適用範圍參見發卡品牌條目。 | 省標錢包於廣東省內適用範圍見以上各地區適用範圍， 當地錢包於當地適用範圍參見發卡品牌條目。                                |
| 新加坡 | 易通卡私人有限公司                     | EZ-link易通卡 | 聯名卡搭載雙獨立錢包， 未實際互通 | 省標錢包於廣東省內適用範圍見以上各地區適用範圍， 當地錢包於當地適用範圍參見發卡品牌條目。 | 省標錢包於廣東省內適用範圍見以上各地區適用範圍， 當地錢包於當地適用範圍參見發卡品牌條目。 | 省標錢包於廣東省內適用範圍見以上各地區適用範圍， 當地錢包於當地適用範圍參見發卡品牌條目。 | 省標錢包於廣東省內適用範圍見以上各地區適用範圍， 當地錢包於當地適用範圍參見發卡品牌條目。                                |

## 優惠政策
嶺南通在不同地區使用有不同的優惠政策。特种卡在异地作为普通卡使用，可享受当地普通卡优惠。以下爲各地區普通卡優惠政策。
| 地區 | 優惠政策 | 享受優惠的錢包應用 | 享受優惠的錢包應用                 |
| 地區 | 優惠政策 | 省標錢包           | 交通聯合錢包                       |
| ---- | --- | ------------------ | ---------------------------------- |
| 廣州 | 按照广州公交地铁优惠给予。 | 享受               | 僅廣州、佛山卡                     |
| 佛山 | - 乘坐地铁及南海有轨电车，享受与广州公交地铁相同并合并计算的优惠政策。 - 高明有轨电车9.5折。 - “禅桂新”区域路线（包括232线）、南海镇巴路线7折，60分钟内换乘3.5折。 - 禅城快线、南海跨镇、南海快线路线7折，换乘不享受优惠。 - 顺德大良指定路线8折，60分钟内换乘5折。顺德其他路线8折，换乘不享受优惠。 - 跨区801~806路线8折；831鸿运车辆8折、佛广车辆9.5折，换乘不享受优惠。 - 三水、高明路线及部分城巴路线9.5折。城巴禅城—均安线、禅城—三水直达线、禅城—高明直达线、禅城—三水B线无折扣优惠。 | 享受               | 省內卡，没有岭南通标志的中山卡除外 |
| 江门 | 对于公交线路： 1. 使用普通卡享9折优惠（除鹤山市）。 2. 使用学生卡（除鹤山市），60-64周岁长者卡或低保家庭优待卡（除台山市与开平市）享5折优惠。 3. 使用65周岁以上长者卡，残疾人优待卡（除市区，恩平市）或优抚卡可免费乘车。 对于开平市的农村客运班车： 1. 使用普通卡，学生卡（非开平市发放），长者卡（非开平市发放），优抚卡享9.5折优惠。 2. 使用开平市长者卡，开平市学生卡享5折优惠。 对于恩平市的农村客运班车，使用恩平市优抚卡可免费乘车。                                                 | 享受               | 僅本地卡                           |
| 肇慶 | 9折 | 享受               | 不享受                             |
| 惠州 | - 惠城区公交优惠0.4元/笔，符合换乘条件的在0.4元基础上再优惠0.6元/笔，共优惠1元； - 大亚湾区内公交8折； - 龙门县1、2路公交车刷卡8.5折。 | 享受               | 不享受                             |
| 茂名 | 非专线车8折 | 享受               | 享受                               |
| 揭阳 | 9折 | 享受               | 省內卡，没有岭南通标志的中山卡除外 |
| 韶关 | 持岭南通卡乘搭韶关市区、南雄市区、乐昌市区、始兴县公交车可享受9折优惠。 | 享受               | 享受                               |
| 河源 | 市区8.5折 | 享受               | 享受                               |
| 雲浮 | 路线不同折扣不同，分别有9折、9.5折优惠及无优惠。 | 享受               | 享受                               |
| 阳江 | 9折 | 享受               | 享受                               |
| 东莞 | 地铁本地卡9折 | 不享受             | 僅本地卡乘坐地鐵                   |

## 歷程[28]
2008年6月，广东省交通厅牵头组织开展全省一卡通项目调研和方案论证工作。
2010年9月16日，广东省公交一卡通公司筹建小组正式成立。11月8日，广州、佛山、汕尾、肇庆、江门五市首批亚运岭南通卡发行。
2011年1月6日，“岭南通·惠州通”纪念卡发行。8月4日，广东岭南通支付网络服务股份有限公司成立。8月23日，粤港双方在粤港合作联系会议第十四次会议上签署《岭南通·八达通联名卡发行合作框架协议》。
2011年11月25日，“岭南通·茂名通”发行。12月27日，岭南通于珠海发行“岭南通”。12月30日，“岭南通·榕江通”发行。年12月31日，“岭南通·河源通”、“岭南通·云浮通”、“岭南通·韶州通”发行。
2012年1月9日，公司正式更名为“广东岭南通股份有限公司”。
2012年4月26日，岭南通公司举行新址揭幕仪式暨岭南通八达通联名卡项目签约仪式。
2012年6月，岭南通开通中山、湛江、清远3市。
2012年6月28日，岭南通与八达通同步推出首张联名卡。
2012年12月29日，广东岭南通股份有限公司与深圳市深圳通有限公司正式签署了《岭南通、深圳通业务合作框架协议》。
2013年2月28日，嶺南通與澳門通聯名卡開發成功，4月22日中國內地版本（「嶺南通‧澳門通」聯名卡）率先發售。
2015年下半年，潮州市因经营问题暂停公交刷卡，韩江通暂停发卡。其后2017年6月由潮州粤运公司发行新「潮州通」卡。原韩江通卡可在潮州市以外岭南通适用范围继续使用，亦可到潮州粤运公司免费更换新「潮州通」卡但原韩江通卡余额无法取回。
2019年4月1日起，茂名市嶺南通及本地公交卡業務移交广东信浓信息技术有限公司經營。原岭南通·茂名通及本地特种卡可繼續正常使用，但不再充值，待卡内余额用完后可到原公交服务大厅办理退卡换卡业务，广东信浓信息技术有限公司负责免费更换爲新嶺南通·茂城通卡。
2019年12月28日，东莞市东莞通股份有限公司于东莞市发行交通联合版"岭南通·东莞通"。
2020年5月20日，广东岭南通股份有限公司发行之岭南通·羊城通的交通联合卡于Apple Pay上线。

## 註解
1. ↑  M1錢包在深圳、東莞無法使用
2. 1 2  實際上，系統互通後一段長時間，嶺南通與深圳通或東莞通雙方發行的智能卡於對方絕大部分的讀卡器都無法讀取使用。直到深圳、東莞的公交於2018年完成全國交通一卡通改造後，載有CPU錢包的嶺南通卡才能全面在深圳及東莞的公交上使用。但不能在深圳、東莞兩地爲嶺南通充值。2020年深圳地鐵、深圳有軌電車及東莞地鐵完成全國交通一卡通改造，带有交通联合钱包的岭南通卡可以使用，但不帶交通聯合錢包的省標卡無法使用。2019年9月深圳开始发行深圳通交通联合卡、2019年12月东莞开始发行东莞通交通联合卡，深莞兩地帶交通聯合錢包的交通卡才可以在省內所有地級市乘坐公共交通。

## 外部連結
- 官方网站